# Kepler-1625
Kepler-1625 és una estrella de massa solar de magnitud 14 situada a la constel·lació del Cigne a uns 8.000 anys llum de distància. La seva massa es troba dins del 5% de la del Sol, però el seu radi és aproximadament un 70% més gran reflectint el seu estat més evolucionat. Un exoplaneta gegant gasós candidat va ser detectat per la Missió Kepler al voltant de l'estrella el 2015, que després es va validar com a planeta real probable amb una confiança >99% el 2016. El 2018, el projecte Hunt for Exomoons with Kepler va informar que aquest exoplaneta té proves d'una exolluna de la mida de Neptú al seu voltant, a partir d'observacions de la Missió Kepler de la NASA. Les observacions posteriors del Telescopi Espacial Hubble més gran van proporcionar proves compostes per a un satèl·lit de la mida de Neptú, amb un debat en curs sobre la realitat d'aquest candidat a l'exolluna.

## Característiques estel·lars
Kepler-1625 és una estrella aproximadament de massa solar i, tanmateix, té un diàmetre 1,7 vegades més gran.La seva temperatura efectiva és d'uns 5.550 K, lleugerament inferior a la del Sol. Aquests paràmetres suggereixen que Kepler-1625 pot ser una subgegant groga a prop del final de la seva vida, amb una edat d'uns 8.700 milions d'anys. S'ha observat que l'estrella és fotomètricament tranquil·la, amb una variabilitat periòdica per sota del 0,02%. Kepler-1625 es troba a uns 8.000 anys llum de distància a la constel·lació del Cigne.

## Sistema planetari
| Companya (per ordre des de l'estrella) | Massa    | Semieix major (ua) | Període orbital (dies) | Excentricitat | Inclinació | Radi        |
| -------------------------------------- | -------- | ------------------ | ---------------------- | ------------- | ---------- | ----------- |
| b                                      | ≤11.6 MJ | 0.98±0.14          | 287.3727±0.0022        | —             | —°         | 11.4±1.6 R⊕ |

Se sap que l'estrella té un planeta validat. Designat com a Kepler-1625b, és un planeta de mida joviana que orbita al voltant de la seva estrella cada 287,3 dies terrestres. No s'ha trobat cap altre planeta candidat en trànsit al voltant de l'estrella.

### Exolluna potencial
La Missió Kepler va registrar tres trànsits planetaris de Kepler-1625b des del 2009 fins al 2013. A partir d'aquests, els decrements anòmals de flux fora de trànsit van indicar la possible existència d'una exolluna de la mida de Neptú, tal com va informar per primera vegada el projecte de l'any 2018 de la Hunt for Exomoons with Kepler. Les dades de Kepler no van ser concloents i, per tant, el trànsit planetari va ser observat de nou pel telescopi espacial Hubble l'octubre de 2018. La corba de llum del Hubble va mostrar evidències tant d'un trànsit semblant a la lluna com d'una variació de temps de trànsit, tots dos eren consistents com a causats per la mateixa lluna de la mida de Neptú en òrbita de Kepler-1625b. La variació de temps de trànsit ha estat recuperada de manera independent per dos equips que analitzaven les mateixes dades. Un d'aquests equips també va recuperar de manera independent el trànsit semblant a la lluna, però suggereix que es necessiten mesures de velocitat radial per excloure la possibilitat d'un planeta emmascarat a prop. The other team are unable to recover the moon-like transit and suggested it may be an artifact of the data reduction. L'altre equip no va poder recuperar el trànsit semblant a la lluna i va suggerir que podria ser un artefacte de la reducció de dades. Aquesta conclusió va ser desafiada per l'equip original poc després, que va demostrar que l'altra anàlisi mostra una sistemàtica més àmplia que podria explicar la seva conclusió diferent.